# (5188) Paine

5188 Paines

(5188) Paine é um asteroide do cinturão principal, descoberto em 15 de outubro de 1990 pela astrônoma norte-americana Eleanor F. Helin no Observatório Palomar 1.

## Nomeação
O asteroide foi nomeado em homenagem a Thomas O. Paine (1921–1992), administrador da NASA entre 1969 e 1970, período em que se realizou a missão Apollo 11 2.

## Órbita e características físicas
Este asteroide orbita o Sol a uma distância média de aproximadamente 2,582 unidades astronômicas (UA), com periélio de cerca de 2,231 UA e afélio de 2,932 UA. Sua excentricidade é de aproximadamente 0,136, e sua órbita tem inclinação de aproximadamente 13,51° em relação ao plano da eclíptica. O período orbital é de aproximadamente 4,15 anos (1 514 dias) 3.
Estimativas indicam que o asteroide possui magnitude absoluta de 13,0, diâmetro aproximado de 6,52 quilômetro, e albedo geométrico de cerca de 0,288 4.

## Contexto de pesquisa e classificação
É classificado como asteroide do cinturão principal, pertencente à família de Eunomia 5.